# Didemnum lahillei
Didemnum lahillei är en sjöpungsart som beskrevs av Hartmeyer 1909. Didemnum lahillei ingår i släktet Didemnum och familjen Didemnidae. Arten har ej påträffats i Sverige. Inga underarter finns listade i Catalogue of Life.